# Seznam vodních kanálů v Česku
Seznam vodních kanálů v Česku podle jejich délky na území České republiky.

## Tabulka vodních kanálů
Tabulka uvádí seznam největších vodních kanálů v Česku a jejich vybrané charakteristiky.
| Poř. | Vodní kanál                | Délka v ČR km | Délka celkem km | Povodí v ČR km² | Povodí celkem km² | Průtok m³/s | Pramen kde katastr | Ústí kde katastr        | Ústí do          | OSM      | Cizí země |
| ---- | -------------------------- | ------------- | --------------- | --------------- | ----------------- | ----------- | ------------------ | ----------------------- | ---------------- | -------- | --------- |
| 1.   | Zlatá stoka                | 48,81         | 48,81           | 126,64          | 126,64            | 1           | Hamr               | Horusice                | Bukovský potok   | 11095821 |           |
| 2.   | Schwarzenberský kanál      | 33,20         | 44              | N/A             | N/A               | N/A         | Stožec             | Jasánky                 | Zwettlbach       | 2103112  | AT (d)    |
| 3.   | Opatovický kanál           | 32,44         | 32,44           | N/A             | N/A               | N/A         | Březhrad           | Semín                   | Labe             | 12482803 |           |
| 4.   | Podkrušnohorský přivaděč I | 23,99         | 23,99           | N/A             | N/A               | N/A         | Mikulovice         | Březenec                | Bílina           | 10720906 |           |
| 5.   | Dyjsko-mlýnský náhon       | 22,50         | N/A             | N/A             | N/A               | N/A         | Tasovice           | Hrabětice               | Dyje             | 12482998 | AT (d)    |
| 6.   | Podřezanská stoka          | 18,81         | 18,81           | N/A             | N/A               | N/A         | Byňov              | Třeboň                  | Prostřední stoka | 12483023 |           |
| 7.   | Morávka-náhon              | 18,53         | 18,53           | 200,3           | 200,3             | N/A         | Kožušany           | Tovačov                 | Morava           | 12483041 |           |
| 8.   | Náhon Alba                 | 17,42         | 17,42           | N/A             | N/A               | N/A         | Častolovice        | Třebechovice pod Orebem | Dědina           | 12483107 |           |
| 9.   | Sánský kanál               | 15,78         | 15,78           | N/A             | N/A               | N/A         | Dobšice            | Nymburk                 | Mrlina           | 10649908 |           |
| 10.  | Kanál Krhovice – Hevlín    | 15,14         | 15,14           | N/A             | N/A               | N/A         | Tasovice           | Hevlín                  | Dyje             | 12483230 |           |